# جون غيمل
جون غيمل (بالإنجليزية: John Gemmell) هو مدرب كرة قدم ولاعب كرة قدم بريطاني في مركز الهجوم، ولد في 6 سبتمبر 1984 في غلاسكو في المملكة المتحدة. لعب مع هاميلتون أكاديميكال.

## وصلات خارجية
- جون غيمل على موقع قاعدة بيانات كرة القدم.إي يو (الإنجليزية)
- جون غيمل على موقع Soccerbase.com (لاعب) (الإنجليزية)